# Roberto Biserni
Roberto Biserni (Meldola, 9 maggio 1979) è un allenatore di calcio ed ex calciatore italiano, di ruolo difensore e centrocampista, tecnico del Diegaro.

## Carriera
Nella sua carriera professionistica ha giocato soltanto in squadre romagnole.
Ha totalizzato 141 presenze (e 3 reti) in Serie B tutte con la maglia del Cesena.

### Statistiche da allenatore
Statistiche aggiornate all'8 maggio 2021.
| Stagione            | Squadra             | Campionato          | Campionato | Campionato | Campionato | Campionato | Coppe nazionali | Coppe nazionali | Coppe nazionali | Coppe nazionali | Coppe nazionali | Coppe continentali | Coppe continentali | Coppe continentali | Coppe continentali | Coppe continentali | Altre coppe | Altre coppe | Altre coppe | Altre coppe | Altre coppe | Totale | Totale | Totale | Totale | % Vittorie | Piazz.   |
| Stagione            | Squadra             | Comp                | G          | V          | N          | P          | Comp            | G               | V               | N               | P               | Comp               | G                  | V                  | N                  | P                  | Comp        | G           | V           | N           | P           | G      | V      | N      | P      | %          | Piazz.   |
| ------------------- | ------------------- | ------------------- | ---------- | ---------- | ---------- | ---------- | --------------- | --------------- | --------------- | --------------- | --------------- | ------------------ | ------------------ | ------------------ | ------------------ | ------------------ | ----------- | ----------- | ----------- | ----------- | ----------- | ------ | ------ | ------ | ------ | ---------- | -------- |
| 2021-2022           | Fratta Terme        | Prom.               | 26+2       | 8+2        | 5          | 13         | CI-Prom.        | 2               | 1               | 0               | 1               | -                  | -                  | -                  | -                  | -                  | -           | -           | -           | -           | -           | 30     | 11     | 5      | 14     | 36,67      | 11º      |
| 2022-2023           | Fratta Terme        | Prom.               | 30         | 13         | 5          | 12         | CI-Prom.        | 1               | 0               | 0               | 1               | -                  | -                  | -                  | -                  | -                  | -           | -           | -           | -           | -           | 31     | 13     | 5      | 13     | 41,94      | 6º       |
| Totale Fratta Terme | Totale Fratta Terme | Totale Fratta Terme | 58         | 23         | 10         | 25         |                 | 3               | 1               | 0               | 2               |                    | -                  | -                  | -                  | -                  |             | -           | -           | -           | -           | 61     | 24     | 10     | 27     | 39,34      |          |
| 2023-feb. 2024      | Futball Cava Ronco  | Ecc.                | 22         | 9          | 4          | 9          | CI-Ecc.         | 5               | 3               | 0               | 2               | -                  | -                  | -                  | -                  | -                  | -           | -           | -           | -           | -           | 27     | 12     | 4      | 11     | 44,44      | Eson.    |
| 2024-2025           | Diegaro             | Prom.               | 16         | 7          | 5          | 4          | CI-Prom.        | 3               | 1               | 1               | 1               | -                  | -                  | -                  | -                  | -                  | -           | -           | -           | -           | -           | 19     | 8      | 6      | 5      | 42,11      | in corso |
| Totale carriera     | Totale carriera     | Totale carriera     | 96         | 39         | 19         | 38         |                 | 11              | 5               | 1               | 5               |                    | -                  | -                  | -                  | -                  |             | -           | -           | -           | -           | 107    | 44     | 20     | 43     | 41,12      |          |

## Palmarès

### Club

#### Competizioni nazionali
- Coppa Italia Serie C: 1

Cesena: 2003-2004
- Lega Pro Prima Divisione: 1

Cesena: 2008-2009